# The Weinstein Company
The Weinstein Company (TWC)  fue un estudio cinematográfico estadounidense creado por los hermanos Bob y Harvey Weinstein en 2005 después de que ambos abandonaran la compañía Miramax Films, entonces propiedad de Disney, que ellos cofundaron en 1979.

## Historia
Entre sus primeras producciones en el año 2005 se encuentran el thriller Sin control, la comedia dramática Transamérica, el largometraje animado Hoodwinked!, la historia ambientada durante el Blitz de Londres , durante la Segunda Guerra Mundial, Mrs. Henderson presenta y la comedia The Matador. En febrero de 2006, TWC anunció un acuerdo de distribución con la compañía Metro-Goldwyn-Mayer. MGM distribuía las películas en los cines de Estados Unidos mientras que TWC retenía la propiedad de su producto a largo plazo.
En julio de 2006, los hermanos Weinsteins y el empresario Robert L. Johnson anunciaron la creación de un estudio compartido llamado Our Stories Films, el cual distribuiría películas orientadas al público afroamericano. A fines del 2006, se anunció que TWC y los coinversionistas Hubbard Media Group habían comprado Ovation TV, un canal de televisión por cable enfocado en las artes.
En noviembre de 2006, TWC anunció un contrato de tres años con Blockbuster Inc. para darle a esta empresa los derechos exclusivos del alquiler de películas comenzando el 1 de enero de 2007. Sin embargo, bajo la «Doctrina de la Primera Venta» de la ley de derechos de autor de Estados Unidos, otras compañías similares a Blockbuster eran capaces de ofrecer copias alquiladas de las películas de The Weinstein Company compradas en el comercio.
TWC coproduce junto a Miramax el programa de telerrealidad Project Runway, emitido por el canal Lifetime desde la quinta temporada. El 24 de mayo de 2007, The Weinstein Company informó el lanzamiento de tres nuevas divisiones que estrenarían películas directamente en video: The Miriam Collection, Kaleidoscope TWC y Dimension Extreme.
En julio de 2018 se hizo evidente que la TWC fue vendida a la firma de capital con sede en Dallas, Lantern Capital Partners por $289 millones. Lantern Capital asumirá los derechos de la Filmoteca de la TWC.

## Películas de The Weinstein Company
Lista de animaciones de The Weinstein Company

### 2000
| Fechas de estreno        | Título                                   | Notas |
| ------------------------ | ---------------------------------------- | --- |
| 11 de noviembre de 2005  | Derailed                                 | Primer Estreno, solo distribución en Estados Unidos,distribuida internacionalmente por Miramax Films                                                          |
| 25 de noviembre de 2005  | The Libertine                            | Segundo Estreno |
| 23 de diciembre de 2005  | Transamérica                             | |
| 25 de diciembre de 2005  | Mrs. Henderson presenta                  | |
| 30 de diciembre de 2005  | The Matador                              | |
| 13 de enero de 2006      | Hoodwinked!                              | Primera película Animada del estudio Karbar Entertainment |
| 24 de febrero de 2006    | Doogal                                   | Segunda Película Animada del estudio (Solo EE. UU.) France Televisions                                                                                        |
| 7 de abril de 2006       | Lucky Number Slevin                      | Distribuida por Metro-Goldwyn-Mayer |
| 14 de abril de 2006      | Scary Movie 4                            | producida por Dimension Films and Miramax Films |
| 23 de junio de 2006      | Wordplay                                 | |
| 21 de julio de 2006      | Clerks II                                | distribuido por Metro-Goldwyn-Mayer |
| 11 de agosto de 2006     | Pulse                                    | producido por Dimension Films |
| 8 de septiembre de 2006  | The Protector                            | |
| 22 de septiembre de 2006 | Feast                                    | producido por Dimension Films |
| 29 de septiembre de 2006 | School for Scoundrels                    | distribuido por Metro-Goldwyn-Mayer; producido por Dimension Films                                                                                            |
| 6 de octubre de 2006     | Alex Rider: Operation Stormbreaker       | distribuido por Metro-Goldwyn-Mayer |
| 10 de noviembre de 2006  | Shut Up & Sing                           | |
| 16 de noviembre de 2006  | Fast Food Nation                         | |
| 23 de noviembre de 2006  | Bobby                                    | distribuido por Metro-Goldwyn-Mayer |
| 25 de noviembre de 2006  | Black Christmas                          | distribuido por Metro-Goldwyn-Mayer; producido por Dimension Films                                                                                            |
| 29 de diciembre de 2006  | Factory Girl                             | distribuido por Metro-Goldwyn-Mayer |
| 29 de diciembre de 2006  | Miss Potter                              | distribuido por Metro-Goldwyn-Mayer |
| 12 de enero de 2007      | Arthur y los Minimoys                    | distribuido por Metro-Goldwyn-Mayer también primera mitad de la compañía de animación y el cine un medio de acción en vivo.BUF Animation                      |
| 17 de enero de 2007      | Alone with Her                           | |
| 9 de febrero de 2007     | Hannibal, el origen del mal              | distribuido por Metro-Goldwyn-Mayer; producido por DDLC Dino De Laurentiis Company                                                                            |
| 23 de marzo de 2007      | TMNT                                     | coproducción con Warner Bros. y Imagi Animation Studios Distribución internacional y la segunda película de animación de la compañía. Imagi Animation Studios |
| 6 de abril de 2007       | Grindhouse (Planet Terror & Death Proof) | producida por Dimension Films |
| 11 de mayo de 2007       | The Ex                                   | distribuida por Metro-Goldwyn-Mayer |
| 15 de junio de 2007      | DOA: Dead or Alive                       | producida por Dimension Films |
| 22 de junio de 2007      | 1408                                     | distribuida por Metro-Goldwyn-Mayer; producida por Dimension Films                                                                                            |
| 22 de junio de 2007      | Sicko                                    | co-distribución con Lionsgate Films |
| 27 de julio de 2007      | Who's Your Caddy?                        | distribuida por Metro-Goldwyn-Mayer; producida por Dimension Films                                                                                            |
| 24 de agosto de 2007     | Dedication                               | |
| 24 de agosto de 2007     | The Nanny Diaries                        | distribuida por Metro-Goldwyn-Mayer; coproducción con FilmColony                                                                                              |
| 31 de agosto de 2007     | Halloween                                | distribuida por Metro-Goldwyn-Mayer; producida por Dimension Films                                                                                            |
| 5 de septiembre de 2007  | I Want Someone to Eat Cheese With        | |
| 14 de septiembre de 2007 | La sombra del cazador                    | distribuida por Metro-Goldwyn-Mayer |
| 21 de noviembre de 2007  | The Mist                                 | distribuida por Metro-Goldwyn-Mayer; producida por Dimension Films                                                                                            |
| 25 de diciembre de 2007  | The Great Debaters                       | distribuida por Metro-Goldwyn-Mayer; coproducción con Harpo Films                                                                                             |
| 18 de enero de 2008      | Cassandra's Dream                        | solo distribuido, producido por Wild Bunch y Virtual Studios                                                                                                  |
| 25 de enero de 2008      | Rambo                                    | coproducción con Lionsgate Films |
| 19 de marzo de 2008      | La misma Luna                            | coproducción con Fox Searchlight Pictures, Creando Films, Fidecine, y Potomac Pictures                                                                        |
| 28 de marzo de 2008      | Superhero Movie                          | distribuida por Metro-Goldwyn-Mayer; producida por Dimension Films                                                                                            |
| 25 de abril de 2008      | Rogue                                    | producida por Dimension Films |
| 6 de junio de 2008       | The Promotion                            | producida por Dimension Films |
| 23 de julio de 2008      | Boy A                                    | solo distribuida, producida por Cuba Pictures, por Channel 4                                                                                                  |
| 8 de agosto de 2008      | Hell Ride                                | producida por Dimension Films |
| 15 de agosto de 2008     | Vicky Cristina Barcelona                 | distribuida por Metro-Goldwyn-Mayer; coproducción con Mediapro y Wild Bunch - Premio Óscar a Mejor actriz (Penélope Cruz)                                     |
| 22 de agosto de 2008     | The Longshots                            | distribuida por Metro-Goldwyn-Mayer; producida por Dimension Films                                                                                            |
| 19 de septiembre de 2008 | Elite Squad                              | |
| 31 de octubre de 2008    | Zack & Miri Make a Porno                 | distribuida por Metro-Goldwyn-Mayer |
| 7 de noviembre de 2008   | Soul Men                                 | distribuida por Metro-Goldwyn-Mayer; producida por Dimension Films                                                                                            |
| 23 de enero de 2009      | Outlander                                | |
| 23 de enero de 2009      | Killshot                                 | |
| 30 de enero de 2009      | The Reader                               | Premio Óscar:4 Nominaciones incluyendo Mejor película - Mejor actriz (Kate Winslet)                                                                           |
| 6 de febrero de 2009     | Fanboys                                  | |
| 27 de febrero de 2009    | Crossing Over                            | |
| 21 de agosto de 2009     | Inglourious Basterds                     | coproducción con Universal Pictures y A Band Apart. Premio Óscar:7 Nominaciones incluyendo Mejor película - Mejor actor de reparto (Christoph Waltz)          |
| 28 de agosto de 2009     | Halloween II                             | producida por Dimension Films |
| 11 de septiembre de 2009 | A Single Man                             | |
| 2 de octubre de 2009     | Capitalismo: Una historia de amor        | |
| 16 de octubre de 2009    | Janky Promoters                          | producida por Dimension Films |
| 25 de noviembre de 2009  | La carretera                             | producida por Dimension Films |
| 18 de diciembre de 2009  | Nine                                     | |

### 2010s
| Fecha de Estreno         | Título                                | Notas |
| ------------------------ | ------------------------------------- | --- |
| 8 de enero de 2010       | Youth in Revolt                       | producido por Dimension Films                                                                                            |
| 9 de febrero de 2010     | Hurricane Season                      | producido por Dimension Films                                                                                            |
| 5 de mayo de 2010        | Shelter                               | |
| 30 de julio de 2010      | El concierto                          | |
| 20 de agosto de 2010     | Piranha 3D                            | producido por Dimension Films                                                                                            |
| 20 de agosto de 2010     | The Tillman Story                     | |
| 8 de octubre de 2010     | Nowhere Boy                           | |
| 10 de diciembre de 2010  | The Fighter                           | internacional distribución,distribuida en Estados Unidos por Paramount Pictures                                          |
| 24 de diciembre de 2010  | El discurso del rey                   | Ganador del Premio Óscar a Mejor Película                                                                                |
| 31 de diciembre de 2010  | Blue Valentine                        | |
| 21 de enero de 2011      | The Company Men                       | |
| 25 de marzo de 2011      | Miral                                 | co-production with Pathé                                                                                                 |
| 15 de abril de 2011      | Scream 4                              | producido por Dimension Films,solo distribución en Estados Unidos, distribuida internacionalmente por Universal Pictures |
| 29 de abril de 2011      | Hoodwinked Too! Hood vs. Evil         | El Primer estudio de secuela Animada Karbar Entertainment                                                                |
| 3 de junio de 2011       | Submarine                             | |
| 22 de julio de 2011      | Sarah's Key                           | |
| 19 de agosto de 2011     | Spy Kids 4: All the Time in the World | producido por Dimension Films y Troublemaker Studios                                                                     |
| 26 de agosto de 2011     | Our Idiot Brother                     | |
| 2 de septiembre de 2011  | Apollo 18                             | producido por Dimension Films                                                                                            |
| 16 de septiembre de 2011 | I Don't Know How She Does It          | |
| 7 de octubre de 2011     | Dirty Girl                            | |
| 25 de noviembre de 2011  | My Week with Marilyn                  | |
| 25 de noviembre de 2011  | The Artist                            | ganador del Premio Óscar a Mejor Película                                                                                |
| 30 de diciembre de 2011  | The Iron Lady                         | |
| 20 de enero de 2012      | Coriolanus                            | |
| 3 de febrero de 2012     | W.E.                                  | |
| 17 de febrero de 2012    | Undefeated                            | |
| 30 de marzo de 2012      | Bully                                 | |
| 25 de mayo de 2012       | The Intouchables                      | |
| 1 de junio de 2012       | Piranha 3DD                           | producido por Dimension Films                                                                                            |
| 31 de agosto de 2012     | Lawless                               | |
| 14 de septiembre de 2012 | The Master                            | |
| 5 de octubre de 2012     | Butter                                | |
| 2 de noviembre de 2012   | This Must Be the Place                | |
| 16 de noviembre de 2012  | Silver Linings Playbook               | |
| 30 de noviembre de 2012  | Killing Them Softly                   | |
| 25 de diciembre de 2012  | Django Unchained                      | coproducción con Columbia Pictures                                                                                       |
| 15 de febrero de 2013    | Escape from Planet Earth              | coproducción con Rainmaker Entertainment                                                                                 |
| 22 de febrero de 2013    | Dark Skies                            | producido por Dimension Films                                                                                            |
| 1 de marzo de 2013       | Quartet                               | |
| 22 de marzo de 2013      | The Sapphires                         | |
| 12 de abril de 2013      | Scary Movie 5                         | producido por Dimension Films                                                                                            |
| 12 de julio de 2013      | Fruitvale Station                     | |
| 16 de agosto de 2013     | The Butler                            | |
| 30 de agosto de 2013     | The Grandmaster                       | |
| 22 de noviembre de 2013  | Philomena                             | |
| 29 de noviembre de 2013  | Mandela: Long Walk to Freedom         | |
| 27 de diciembre de 2013  | August: Osage County                  | 2 Nominaciones al Óscar                                                                                                  |
| 7 de febrero de 2014     | Vampire Academy                       | |
| 4 de abril de 2014       | On the Other Side of the Tracks       | |
| 11 de abril de 2014      | The Railway Man                       | |
| 16 de mayo de 2014       | The Immigrant                         | |
| 27 de junio de 2014      | Begin Again                           | |
| 15 de agosto de 2014     | The Giver                             | |
| 22 de agosto de 2014     | Sin City: A Dame to Kill For          | producido por Dimension Films, Miramax y Troublemaker Studios                                                            |
| 12 de septiembre de 2014 | The Disappearance of Eleanor Rigby    | |
| 19 de septiembre de 2014 | Tracks                                | |
| 10 de octubre de 2014    | One Chance                            | |
| 24 de octubre de 2014    | St. Vincent                           | |
| 21 de noviembre de 2014  | The Imitation Game                    | |
| 25 de diciembre de 2014  | Big Eyes                              | |
| 16 de enero de 2015      | Paddington                            | como TWC-Dimensión |